# Путиска
Пути́ска (бел. Пуці́ска; другой русскоязычный вариант наименования — Путиско) — река в Щучинском районе Гродненской области Белоруссии. Правый приток реки Невиша (бассейн Котры).
Река Путиска начинается около деревни Тобаличи, течёт по северной окраине Лидской равнины и впадает в Невишу к юго-востоку от деревни Красное.
Длина реки составляет 15 км. Площадь водосбора — 104 км². Средний наклон водной поверхности — 1,6 м/км.
Русло реки канализовано. На участке протяжённостью 2,5 км перед деревней Замостяны река течёт по новому руслу. Около агрогородка Першемайск организован пруд.
Основной приток — река Зенепишка, впадающая слева. Также река принимает сток с мелиорационных каналов.